# Luciano D'Alessandro
Luciano D'Alessandro, est le nom de scène de Luciano Alessandro González, à El Tigre, un acteur vénézuélien.

## Biographie
Luciano D'Alessandro est né le 24 janvier 1977 dans la ville de El Tigre, dans l'État d'Anzoátegui. À l'âge de 16 ans il obtient son baccalauréat au lycée San Francisco de Asís. Il va à Maracay, où il obtient un diplôme d'Ingénieur en Systèmes à l'Universidad Bicentenaria de Aragua (Université Bicentenaire de Aragua).
En 2017, il fait ses débuts comme présentateur de reality show sur Canal RCN.
Il fait une incursion dans le milieu artistique pour plusieurs raisons : alors qu'il réside à Maracay, il se rend à Caracas pour participer à des publicités et des casting. À Caracas il visite une amie, Marianela González, qui joue dans la telenovela La calle de los sueños diffusée par un important canal de télévision du pays. Là, dans le studio d'enregistrement, un des producteurs lui demande s'il est intéressé à jouer la comédie.
Peu de temps après, Alberto Barroco lui fait passer des essais. Luciano n'a ni fait des études ni d'expérience dans cette matière. Il réussit et fait ses débuts à la télévision en 2000.
Il étudie alors le théâtre et la musique avec le professeur Natalia Martínez, ce qui lui ouvre les portes en 2001 pour entrer à l'académie de RCTV.
En 2000, il participe à la telenovela Muñeca de trapo. Il tient son premier rôle, celui d'un protagoniste juvénile dans la novela A calzón quita'o. Il joue aussi dans d'autres productions comme Mi gorda bella, Estrambótica Anastasia, Amor a palos et Te tengo en salsa.
Après 2010, il voyage en Colombie et tourne dans Secretos de familia  pour Caracol Televisión. Il retourne au Venezuela à la demande de Venevisión, pour enregistrer Torrente, La viuda joven, et Mi ex me tiene ganas, telenovela écrite par Martín Hahn.
En 2013, il incarne Felisberto dans la telenovela De todas maneras Rosa. La même année, il est le présentateur de la première édition de Miss Venezuela Mundo 2013,.
En 2010, il participe au film Memorias de un soldado sous la direction de Caupolicán Ovalles. Luciano alterne avec les telenovelas et participe aux pièces de théâtre comme Hércules de Viviana Gibelli, Hollywood Style et Estás ahí. Il participe aussi aux radionovelas comme "El derecho de nacer" en 2010. Pour ses prestations, il a reçu différents prix et récompenses, entre autres, El Cacique de Oro et El Mara de Oro.
En 2016, 2017 et 2018 on le retrouve dans la telenovela colombienne La ley del corazón en compagnie de Laura Londoño.
Il participe à la pièce de théâtre Betty en Teatro.

## Filmographie
| Année | Telenovela             | Rôle                        | Chaîne             |
| ----- | ---------------------- | --------------------------- | ------------------ |
| 2000  | Muñeca de trapo        | Daniel                      | Venevisión         |
| 2001  | A calzon quitao        | Abel Ferrer                 | RCTV               |
| 2002  | Mi gorda bella         | Román Fonseca               | RCTV               |
| 2004  | Estrambótica Anastasia | Santiago Borosfky Samaniego | RCTV               |
| 2005  | Amor a palos           | Juan Marco Coronel          | RCTV               |
| 2011  | La viuda joven         | Christian Humboldt          | Venevisión         |
| 2012  | Mi ex me tiene ganas   | Alonso Prada                | Venevisión         |
| 2015  | Celia                  | Alberto Blanco (jeune)      | Telemundo          |
| 2016  | La esclava blanca      | Alonso Márquez              | Caracol Télévision |